# Lova Moor
Lova Moor (* 5. März 1946 in La Grève-sur-Mignon als Marie-Claude Jourdain) ist eine französische Tänzerin und Sängerin.

## Karriere
Lova Moor begann ihre Karriere in den 1970er Jahren als Nackttänzerin, Alain Bernardin (1916–1994), Inhaber des Le Crazy Horse Saloon, entdeckte sie für seine Revue. Die beiden wurden beruflich wie auch privat ein Paar und heirateten 1985. Lova Moor wurde schnell die Meneuse de revue (Star der Revue) der Kabarettgruppe sowie eine bekannte Größe des Pariser Nachtlebens. 1977 trat sie in dem Film Die Girls vom Crazy Horse in Erscheinung, 1979 spielte sie neben Adriano Celentano in der Komödie Ein total versautes Wochenende. 
1986 erschien mit Tendresse... S.O.S. ihre erste Single-Veröffentlichung, die jedoch wenig Beachtung fand. 1989 konnte sich ihre zweite Single Et je danse in den Top-10 der französischen Charts platzieren und wurde mit einer Silbernen Schallplatte ausgezeichnet, in dem dazugehörigen Video trat Lova Moor in einigen Szenen nackt vor die Kamera. Es folgten bis in die späten 1990er Jahre weitere Veröffentlichungen, die jedoch den Erfolg von Et je danse nicht wiederholen konnten. Ihrer Karriere tat dies jedoch keinen Abbruch, seit den 1990er Jahren trat sie vornehmlich in Fernsehserien- und Shows auf. Ihre Autobiografie Crazy Life – à l’amour, à la haine erschien 2003.

## Diskografie (Auswahl)

### Singles
- 1986: Tendresse... S.O.S.
- 1988: Et Je Danse
- 1989: J'm'En Balance
- 1993: Ma Géographie

### Kompilationen
- 1997: Body Dancing
- 2003: Crazy Songs

## Filmografie (Auswahl)
- 1970: Unter den Dächern von St. Pauli
- 1977: Die Girls vom Crazy Horse (Crazy Horse de Paris)
- 1979: Ein total versautes Wochenende (Sabato, domenica e venerdì)
- 1992: Die Fälle des Monsieur Cabrol (Les cinq dernières minutes)
- 1993: Le tronc
- 2013: Signé Mireille Dumas